# Droopy
Droopy és un personatge d'animació creat per Tex Avery per a l'estudi d'animació de Metro-Goldwyn-Mayer el 1943 -ideat originalment con una personalitat oposada a un altre famós personatge de MGM, Screwy Squirrel. Originalment era conegut com a Happy Hound fins que l'any 1949 va rebre el seu nom al curtmetratge Señor Droopy. Aquest afligit Basset hound parlava en un to monòton, i encara que no ho semblés, era prou astut com per vèncer els seus enemics -Butch el buldog i el llop.

## Història

### Metro-Goldwyn-Mayer
Droopy va aparèixer per primera vegada en el curtmetratge d'animació de MGM Dumb-Hounded, estrenat el 20 de març el 1943, i que és considerat com un dels millors treballs d'Avery. La primera escena de Droopy consisteix en el personatge dirigint-se a l'audiència i dient "hola gent feliç... saben una cosa? Jo sóc l'heroi". En el curtmetratge, Droopy és rere la pista d'un convicte que va escapar de la presó. La veu i personalitat de Droopy estaven basades en el personatge Wallace Wimple de la comèdia radial Fibber Mcgee And Molly; l'actor Bill Thompson, que va interpretar a Wimple, va fer la veu original de Droopy. El personatge ha estat interpretat per altres actors de veu, incloent a Don Messick, que va repetir el rol en els anys 90.
Tot i això, els orígens de la personalitat de Droopy cal buscar-los en un curtmetratge de Tex Avery de 1941, quan treballava a la Termite Terrace. En Tortoise Beats Hare, curtmetratge de les Merrie Melodies de 1941 podem veure en el personatge protagonista, Cecil Tortoise, trets característics de Droopy.
Probablement el seu curtmetratge més famós és Northwest Hounded Police, on Droopy apareix literalment en tots els llocs on el dolent intenta fugir. Droopy era un actor versàtil: podia interpretar un policia, un vaquer entre d'altres.
El que feia al personatge més divertit era la seua increïble força, que contrastava amb la seua xicoteta estatura i dòcil caràcter. Sols quan estava molest demostrava aquesta habilitat, gairebé sempre acompanyat de la frase " Saps què? Això m'enfurisma". Després d'això colpejava el dolent i el llançava sobre el seu cap.
Avery va prendre un descans a MGM entre 1950 i 1951, durant aquest temps Dick Lundy es va encarregar dels dibuixos animats de Droopy com Caballero Droopy, i alguns de Barney Bear. Avery va tornar el 1951 i va continuar treballant amb Droopy fins que el seu departament va ser tancat per MGM el 1953. Michael Lah, animador d'Avery, va ajudar William Hanna i Joseph Barbera a acabar Deputy Droopy després que Avery deixés l'estudi. Lah va deixar MGM, però va tornar el 1955 per dirigir els curtmetratges de Droopy en Cinemascope. Seu curt One Droopy Knight (1957) va ser nominat a l'Oscar al millor curtmetratge animat de 1957. Tanmateix, quan s'estrenà One Droopy Knight ' l'estudi d'animació de MGM havia tancat feia ja sis mesos.

### Aparicions posteriors
En els anys 1970, Filmation va produir una sèrie animada de Droopy per a televisió, amb Frank Welker i el productor Lou Scheimer alternant-se com la veu del gos.
En la dècada del 1990 Hanna-Barbera va crear per a la televisió Tom & Jerry Kids, una sèrie derivada de Tom i Jerry on hi apareixien els personatges de Tex Avery. Droopy tenia un fill petit anomenat Dripple-possiblement una versió més gran de l'infant que apareix en Homesteader Droopy. L'èxit d'aquesta sèrie va permetre la creació de diversos productes del personatge: joguines, peluixos, productes comestibles, etc. Tom & Jerry Kids va tenir alhora un esqueix, Droopy, Master Detective. També va tenir cameos a dues pel·lícules: com un acensorista en Qui ha enredat en Roger Rabbit? (la veu va ser feta pel director Richard Williams), i en Tom and Jerry: The Movie (veu feta per Messick). Droopy a més va tenir cameos en els curtmetratges de Roger Rabbit, Tummy Trouble, Rollercoaster Rabbit i Trail Mix-Up (interpretat per Williams en el primer curt i per Corei Burton en els últims dos). Droopy a més va aparèixer en la sèrie de 2006 Tom And Jerry Tals interpretat per Don Brown.
S'hi va arribar a crear un còmic de Droopy a mitjans dels anys 1990, publicat per Dark Horse Comics. El 2004, Droopy va aparèixer com un client en un episodi de la sèrie Harvey Birdman, Advocat ("Droopy Botox", 18 de juliol de 2004). A més el 2004, Droopy va aparèixer en Drawn Together de Comedy Central com el narrador d'un llibre gravat (Clara's Story: How I Kissed a Black Girl per Princess Clara) que el personatge Foxxy Love escolta en l'episodi "Clara's Dirty Little Secret".
Matt Groening va dir que el personatge Hans Moleman dels Simpson està basat en Droopy.

## Filmografia en MGM
Dirigits per Tex Avery
- Dumb-Hounded (1943)
- The Shooting Of Dan McGoo (1945)
- Wild And Woolfy (1945)
- Northwest Hounded Police (1946)
- Señor Droopy (1949)
- Wags To Riches (1949)
- Out-Foxed (1949)
- The Chump Champ (1950)
- Daredevil Droopy (1951)
- Droopy's Good Deed (1951)
- Droopy's "Double Trouble" (1951)

Dirigits per Dick Lundy
- Caballero Droopy (1952)

Dirigits per Tex Avery
- The Three Little Pups (1953)
- Drag-A-Long Droopy (1954)
- Homesteader Droopy (1954)
- Dixieland Droopy (1954)
- Deputy Droopy (1955, dirigit per Avery i Michael Lah)
- Millionaire Droopy (1956, remake de Wags to Riches, supervisat per William Hanna i Joseph Barbera)

Dirigits per Michael Lah
- Grin And Share It (1957)
- Blackboard Jumble (1957)
- One Droopy Knight (1957)
- Sheep Wrecked (1958)
- Mutts About Racing (1958)
- Droopy Leprechaun (1958)